# Саице
Саице (на сръбски: Саице) е село в Босна и Херцеговина, разположено в община Пале, в ентитета на Република Сръбска. Населението му според преброяването през 2013 г. е 53 души, от тях: 53 (100 %) сърби.

## Население
Численост на населението според преброяванията през годините:
- 1961 – 184 души
- 1971 – 137 души
- 1981 – 95 души
- 1991 – 78 души
- 2013 – 53 души